# Glaucio de Jesús Carvalho
Gláucio de Jesus Carvalho (nascut l'11 de novembre de 1975 a São Paulo) és un exfutbolista brasiler, que ocupava la posició de migcampista. Ha estat internacional amb la selecció brasilera sub-20, amb qui va disputar el Mundial Juvenil de 1995.
Ha militat en nombrosos clubs al llarg de la seua carrera. Al seu país ha format amb equips com el Flamengo, el Corinthians Alagoano, el Guaraní, l'Internacional o el Paulista. També ha disputat partits a les competicions dels Països Baixos (Feyenoord, Excelsior Rotterdam), Espanya (Rayo Vallecano), Kuwait (Al Qadisiya Kuwait) o Japó (Avispa Fukuoka), entre d'altres.